# Бернд Луке
Бернд Адолф Луке (нім. Bernd Lucke; нар. 19 серпня 1962, Берлін) — німецький і європейський політик; вчений-економіст, професор макроекономіки. Депутат Європарламенту (2014—2019) від «Альтернативи для Німеччини», колишній член, співзасновник і голова партії «Альтернатива для Німеччини», колишній член ХДС. У липні 2015 заснував нову партію «Альянс за поступ і прорив», яка з листопада 2016 має назву Ліберально-консервативні реформатори, LKR.

## Біографія
1984 року він закінчив Боннський університет, здобувши ступінь у галузі економіки, філософії і сучасної історії. Потім він навчався в Університеті Каліфорнії в Берклі (1984–1985) і знову в Бонні (1985–1987), де протягом року був дослідником. Входив до команди експертів, що підготували програму економічних реформ в НДР. Також працював над докторською дисертацією, яку захистив 1991 року у Вільному університеті Берліна. Незабаром працював у відділі фінансів у Берліні, а з 1992 до 1998 року читав лекції у Вільному університеті Берліна, 1997 року здобув абілітацію у галузі макроекономіки і економетрики. 1998 року став професором у Університеті Гамбурга. Також був консультантом Світового банку, запрошеним лектором в Університеті Британської Колумбії. Він був активним коментатором подій на журналістських програмах.
Понад 30 років він належав до Християнсько-демократичного союзу, який він залишив 2011 року, критикуючи політику збереження євро. 2013 року він намагався стати членом парламенту Нижньої Саксонії за списком Freie Wähler. Того ж року він став співзасновником партії «Альтернатива для Німеччини», був одним із трьох офіційних представників партії.
2014 року став членом Європейського парламенту. Після цього вийшов з лав АдН.

## Особисте життя
Бернд Луке одружений, має п'ятьох дітей.